# Curtomerus
Curtomerus is een kevergeslacht uit de familie van de boktorren (Cerambycidae). De wetenschappelijke naam van het geslacht werd voor het eerst geldig gepubliceerd in 1839 door Stephens.

## Soorten
Curtomerus omvat de volgende soorten:
- Curtomerus brunneus (Kirsch, 1889)
- Curtomerus fasciatus (Fisher, 1932)
- Curtomerus flavus (Fabricius, 1775)
- Curtomerus glabrus (Fisher, 1932)
- Curtomerus lingafelteri Galileo & Martins, 2011
- Curtomerus piraiuba Martins & Galileo, 2006
- Curtomerus politus Martins, 1995
- Curtomerus puncticollis (Fisher, 1932)
- Curtomerus purus Martins, 1974